# Стампид-Коррал
Стампид-Коррал (англ. Stampede Corral) — многоцелевой спортивный комплекс, где проводятся соревнования по хоккею, теннису и родео, расположенный в Калгари, провинция Альберта, Канада.

## История
Строительство комплекса было завершено в 1950 году, Стампид Коррал должен был заменить каток Виктории (англ. Victoria Arena), домашнюю арену хоккейного клуба «Калгари Стампидерс» (англ. Calgary Stampeders). Первая игра состоялась уже 26 декабря, «Калгари Стампидерс» победили «англ. Edmonton Flyers» со счётом 5:0 в матче Старшей хоккейной лиги Западной Канады (англ. Western Canada Senior Hockey League).
В 1972 году в Стампид-Коррал прошёл Чемпионат мира по фигурному катанию, а на XV Зимних Олимпийских играх 1988 года матчи по хоккею и мероприятия по фигурному катанию. В Стампид-Коррале проходили тренировки Сборная Канады по теннису в Кубке Дэвиса.
На арене проводятся ежегодный ковбойский родео-фестиваль Калгарийский Стампид и программы от ENMAX (Ледовое шоу, Коррал шоу), во время которых проходит множество выставок и мероприятий.